# Dharmakönig (Yuan- und Ming-Dynastie)
Dharmakönig (chinesisch 法王, Pinyin fǎwáng) war der Titel einiger religiöser Führer verschiedener Schulen des tibetischen Buddhismus in der Zeit der Mongolen- und Ming-Dynastie. Im 7. Jahr der Zhiyuan-Ära der Yuan-Dynastie (1270) wurde Phagpa aus der Sakya-Schule der Titel eines Dharma-Königs für Große Schätze verliehen. Im 5. Jahr der Yongle-Ära der Ming-Dynastie (1407) wurde Deshin Shegpa aus der Karma-Kagyü-Schule der Titel eines Dharma-Königs für Große Schätze verliehen. Im 11. Jahr der Yongle-Ära der Ming-Dynastie (1413) wurde Künga Trashi aus der Sakya-Schule der Titel eines Dharma-Königs für das Große Fahrzeug verliehen. Im 9. Jahr der Xuande-Ära der Ming-Dynastie (1434) wurde Shakya Yeshe aus der Gelug-Schule der Titel eines Dharma-König für Große Güte verliehen. In der Ming-Dynastie stand der Dharmakönig im Rang über dem des Reichslehrers.

### Nachschlagewerke
- Cihai („Meer der Wörter“), Shanghai cishu chubanshe, Shanghai 2002, ISBN 7-5326-0839-5